# Divizia A 2001-2002
La Divizia A 2001-2002 è stata la 84ª edizione della massima serie del campionato di calcio rumeno, disputato tra il 3 agosto 2001 e il 1º giugno 2002 e concluso con la vittoria finale della Dinamo București, al suo sedicesimo titolo.
Capocannoniere del torneo fu Cătălin Cursaru (FCM Bacău), con 17 reti.

## Classifica finale
|    | Classifica                   | G  | V  | N  | P  | GF | GS | Dif | Pt |
| -- | ---------------------------- | -- | -- | -- | -- | -- | -- | --- | -- |
| 1  | Dinamo București             | 30 | 17 | 9  | 3  | 63 | 33 | +30 | 60 |
| 2  | Național București           | 30 | 16 | 10 | 4  | 44 | 20 | +24 | 58 |
| 3  | Rapid București              | 30 | 15 | 6  | 9  | 50 | 31 | +19 | 50 |
| 4  | Steaua București             | 30 | 15 | 5  | 10 | 47 | 31 | +16 | 50 |
| 5  | Oțelul Galați                | 30 | 14 | 7  | 9  | 34 | 24 | +10 | 49 |
| 6  | FCM Bacău                    | 30 | 14 | 4  | 12 | 43 | 30 | +3  | 46 |
| 7  | Universitatea Craiova        | 30 | 12 | 8  | 10 | 40 | 35 | +5  | 44 |
| 8  | Ceahlăul Piatra Neamț        | 30 | 13 | 4  | 13 | 35 | 37 | -2  | 43 |
| 9  | Gloria Bistrița              | 30 | 13 | 2  | 15 | 29 | 41 | -12 | 41 |
| 10 | FC Argeș Pitești             | 30 | 11 | 7  | 12 | 36 | 39 | -3  | 40 |
| 11 | FC Brașov                    | 30 | 10 | 9  | 11 | 33 | 34 | -1  | 39 |
| 12 | Astra Ploiești               | 30 | 9  | 10 | 11 | 29 | 28 | +1  | 37 |
| 13 | Sportul Studențesc București | 30 | 9  | 7  | 14 | 40 | 53 | -13 | 34 |
| 14 | Farul Constanța              | 30 | 9  | 7  | 14 | 32 | 44 | -12 | 32 |
| 15 | Petrolul Ploiești            | 30 | 5  | 10 | 15 | 30 | 48 | -18 | 25 |
| 16 | UM Timișoara                 | 30 | 3  | 6  | 21 | 24 | 71 | -47 | 15 |

### Verdetti
- Dinamo București Campione di Romania 2001-02.
- Petrolul Ploiești e UMT Timișoara retrocesse in Divizia B

### Qualificazioni alle Coppe europee
- UEFA Champions League 2002-2003: Dinamo București ammesso al secondo turno preliminare.
- Coppa UEFA 2002-2003: Rapid Bucarest e Național Bucarest ammesse al Turno di qualificazione.
- Coppa Intertoto 2002: Gloria Bistrița ammessa al primo turno.